# Curagău, Iași
Curagău este un sat în comuna Comarna din județul Iași, Moldova, România.